# تئا گیلمور
تئا ایو گیلمور (متولد ۲۵ نوامبر ۱۹۷۹)، یک خواننده و ترانه‌سرای انگلیسی است. اولین آلبوم او به عنوان آفترلایت در ۱۵ اکتبر ۲۰۲۱ منتشر شد.
گیلمور در آکسفورد از پدر و مادری ایرلندی به دنیا آمد و در روستای استون شمالی، آکسفوردشایر زندگی می‌کرد. او در نتیجه مجموعه ضبط پدرش که شامل کارهای باب دیلن، جونی میچل و بیتلز بود، به موسیقی علاقه‌مند شد. بعداً او به الویس کاستلو، تام ویتس و د ریپلیسمنتز و دیگران گوش داد. او که همیشه شعر و داستان می‌سرود، از ۱۵ سالگی به‌طور جدی شروع به نوشتن آهنگ کرد.